# 有声思维法
有声思维法（英語：Think aloud protocol，简称TAP）也称出声思维法，是一种收集数据的方法，用于产品设计与开发、心理学和一系列的社会科学（如阅读、写作和翻译和翻译过程的研究）中的可用性测试（usability testing）。出声思维法是由IBM的克莱顿刘易斯研发。
出声思维法要求被试在完成指定任务时进行出声思维。要求使用者在完成任务时所有的思想、行动和感觉。这使得观察者亲身体验完成任务的过程（而不仅仅是最终产品）。要求测试中的观察者客观记录使用者所说的每一句话，不要试图解释其行动和言辞。测试往往以錄音和錄影進行，使开发人员可以回顾。这样方法的目的是明确执行特定任务者隐含的是什么。
一种有关但略有不同的收集数据的方法是“talk-aloud protocol”，要求被试只能描述他们的行为，而不要进行解释。这种方法被认为比较客观，被试只是报告他们是如何完成任务，而不是解释或证明自己的行为。